# Sukamaju (Tigapanah)
Sukamaju is een bestuurslaag in het regentschap Karo van de provincie Noord-Sumatra, Indonesië. Sukamaju telt 501 inwoners (volkstelling 2010).